# Habib Bank Limited
Habib Bank Limited  (en urdu: حبیب بینک محدود‎) comúnmente abreviado como HBL, es un banco multinacional paquistaní con sede en Habib Bank Plaza, Karachi, Pakistán.
Fundado en 1941 por la familia Habib, HBL es el banco más antiguo y grande de Pakistán y fue el primer banco comercial. En 1951, abrió su primera sucursal internacional en Colombo, Sri Lanka. En 1972, el banco trasladó su sede al Habib Bank Plaza, que se convirtió en el edificio más alto del sur de Asia de la época. El Gobierno nacionalizó el banco en 1974 y lo privatizó en 2004; en ese momento, el Fondo Aga Khan para el Desarrollo Económico adquirió una participación mayoritaria y el control de la gestión. 
HBL posee una participación significativa en elFondo Aga Khan para el Desarrollo Económico (AKFED), con sede en Ginebra, Suiza. 
HBL es la empresa doméstica más grande multinacional de Pakistán en términos de activos y ha sido clasificada repetidamente como la primera empresa paquistaní en Forbes Global 2000.  También es el banco más grande del sector privado en Pakistán, con más de 1700 sucursales y más de 2000 cajeros automáticos. Todos los cajeros automáticos de HBL están conectados a Visa y Mastercard, China, UnionPay y a los conmutadores nacionales 1LINK, MNET y PayPak. Los cajeros automáticos de HBL también ofrecen la posibilidad de realizar transferencias interbancarias de fondos (IBFT) y pagar facturas de servicios públicos. Las sucursales de HBL también cambian monedas extranjeras, inician transferencias SWIFT y FEDWIRE y facilitan transacciones de transferencia de dinero en tiempo real de RAAST.